# Zamana ursipes
Zamana ursipes är en fjärilsart som beskrevs av Walker 1865. Zamana ursipes ingår i släktet Zamana och familjen tandspinnare. Inga underarter finns listade i Catalogue of Life.